# Ariane Moffatt
För andra betydelser, se Ariane.
Ariane Moffatt född 26 april 1979 är en kanadensisk franskspråkig singer-songwriter från Lévis, Québec. Hon har vunnit Felix och Juno Awards och har spelat och samarbetat med många artister som Daniel Bélanger och Marc Déry.

## Karriär
2002 släppte hon sitt debutalbum, Aquanaute, tillsammans med skivbolaget Audiogram.I april 2005 tilldelades albumet platinaskiva av Canadian Recording Industry Association. I oktober 2005 släpptes albumet i Europa genom skivbolaget EMI/Virgin.
Moffatt's första musik-DVD, Ariane Moffatt à la Station C, producerades i maj 2005 och nominerades till en Juno Award 2006 som "Årets musik-DVD". Senare under 2005 släppte hon sitt andra album, Le cœur dans la tête. 2008 släppte hon albumet Tous les sens som vann en Juno Award 2009 i kategorin, "bästa franskspråkiga album"

## Diskografi
- 2002: Aquanaute
- 2002: À la Station C
- 2005: Le cœur dans la tête
- 2008: Tous les sens
- 2009: Tous les sens remix